# Look at Yourself
Look at Yourself ist das dritte Studioalbum der britischen Hardrockband Uriah Heep. Es entstand 1971 unter dem Einfluss der ersten USA-Tournee der Band, Ken Hensley rückte immer mehr in den Vordergrund. Die  Percussion im Titelstück stammt von Musikern der Gruppe Osibisa.
Nach den Aufnahmen verließen Paul Newton und Iain Clark die Band. Die Original-LP von 1971, entworfen von Mick Box, ist heute ein beliebtes Sammlerstück, da sich der Betrachter des Plattencovers in einer spiegelartigen Folie verzerrt sieht, was der Aufforderung (Look At Yourself) des Albumtitels entspricht. Auf der Rückseite des Covers der Langspielplatte wird der Schlagzeuger Iain Clark, trotz seiner dortigen Abbildung aus Vertragsgründen nicht erwähnt.
Unter Berufung auf den Song July Morning etablierte sich in Bulgarien seit Mitte der 1970er Jahre folgende Tradition: am Morgen jedes 1. Juli wird in Warna und anderen Orten an einem Hafen oder Strand der Sonnenaufgang gefeiert, was als Vermächtnis der Rockband angesehen wird.

## Titelliste
1. Look at Yourself (5:11) (Ken Hensley)
2. I Wanna Be Free (4:01) (Hensley)
3. July Morning (10:35) (Hensley, David Byron)
4. Tears in My Eyes (5:00) (Hensley)
5. Shadows of Grief (8:41) (Hensley, Byron)
6. What Should Be Done (4:13) (Hensley)
7. Love Machine (3:39) (Hensley, Mick Box, Byron)

### Bonustracks der Wiederveröffentlichung von 1996
1. Look at Yourself (Single version) (3:08) (Hensley)
2. What’s Within My Heart (5:24) (Hensley)

### Bonustracks der Wiederveröffentlichung von 2003
1. What’s Within My Heart (5:24) (Hensley) (bereits auf der Wiederveröffentlichung von 1996 enthalten)
2. Why (11:18) (Box, Byron, Hensley, Newton)
3. Look at Yourself (3:19) (Hensley) (alternative Singleversion)
4. Tears in My Eyes (5:38) (Hensley)
5. What Should Be Done (4:26) (Hensley)
6. Look at Yourself (BBC version) (4:32) (Hensley)
7. What Should Be Done (BBC version) (3:26) (Hensley)

### Bonus-CD der Wiederveröffentlichung von 2017
1. I Wanna Be Free (4:19) (Hensley)
2. Tears in My Eyes (5:55) (Hensley)
3. What Should Be Done (4:25) (Hensley)
4. Shadows of Grief (9:33) (Hensley, Byron)
5. Look at Yourself (5:14) (Hensley)
6. July Morning (11:18) (Hensley, Byron)
7. Why Fourteen Minutes (14:16) (Box, Byron, Hensley, Newton) (längste Version des Songs „Why“)
8. Love Machine (3:55) (Hensley, Box, Byron)
9. What’s Within My Heart (5:34) (Hensley)
10. July Morning (Live) (11:28) (Hensley, Byron)
11. Look at Yourself (3:19) (Hensley) (alternative Singleversion; bereits auf der Wiederveröffentlichung von 2003 enthalten)

### Informationen zu den Bonustracks
- Bei allen Bonustracks der Wiederveröffentlichungen von 1996 und 2003 sowie allen Songs der Bonus-CD von 2017 handelt es sich um zum Veröffentlichungszeitpunkt unveröffentlichte Versionen, sofern in Klammern nichts anderes angegeben wurde.
- Die auf der Bonus-CD der Wiederveröffentlichung von 2017 enthaltene Liveversion von „July Morning“ wurde wahrscheinlich am 21. November 1971 in The Greyhound im Londoner Stadtteil Croydon aufgenommen.[2]
- Die auf der Wiederveröffentlichung von 2003 enthaltenen BBC-Aufnahmen von „Look at Yourself“ und „What Should Be Done“ stammen vom 20. Oktober 1971.[3] Sie wurden am 28. Oktober 1971 während der Mike Harding Show Sounds of the Seventies gesendet.[3] Ein dritter Song, „July Morning“, wurde bei dieser BBC Session vom 20. Oktober 1971 aufgenommen, allerdings ist diese Aufnahme verschollen, ebenso wie eine komplette weitere BBC Session zu Look at Yourself von Mai 1971, bei der ebenfalls drei Songs aufgenommen wurden.[3]

### Wissenswertes
- Bei der US-amerikanischen und kanadischen Edition des Albums wurde zwar diesmal auf Veränderungen in der Titelliste verzichtet, allerdings wurde wiederum ein abweichendes Coverartwork verwendet.
- Der Song „Why“ wurde zwar erstmals während der Aufnahmen zu Look at Yourself eingespielt (deshalb sind auch auf den Wiederveröffentlichungen des Albums Versionen des Songs enthalten), die erste Version dieser Aufnahmesessions wurde aber erst mit der Kompilation The Lansdowne Tapes im Jahre 1993 veröffentlicht. Die Version des Songs, die als B-Seite der Single The Wizard erschien, stammt von den Aufnahmen zu Demons and Wizards.